# 志村けんはいかがでしょう
『志村けんはいかがでしょう』（しむらけんはいかがでしょう）とは、1993年10月20日から1995年9月25日までフジテレビ系列局で毎週水曜 19:30 - 19:58 （1995年4月3日以降は毎週月曜 19:00 - 19:58）に放送されていた公開お笑い番組である。放送時間帯は違うものの、事実上『志村けんのだいじょうぶだぁ』の継続番組である。

## 番組概要

### 水曜時代
基本的な内容は前半が志村けんと渡辺美奈代の2人がスタジオを離れ、ロケで日本各地を周るものであった。当初はこれ以前に志村が出演していた番組『志村けんの失礼しまぁーす!』同様、志村と美奈代の2人は扮装（主に父と娘）をしていたが、しばらくししてからは普通の素の状態で出演していた。
後半はコントとなり、「だいじょうぶだぁ」との最大の違いは、オール公開コントという構成で、時にはノンストップで次のコントに入るためのセットと衣装のチェンジが行われ、アドリブを取り入れたコントも行われた。幕間のコントとしてBOOMERの2人のみが出演したコーナーも設けられた。
番組の締めは、ディレクター川口誠（フジテレビ社員で番組演出担当。後に美術制作局美術制作センター部長⇒広報部副部長）が、「パピアントグッチャン²」の名義で登場する「ろくでなし」コントが番組の名物となり、ギャンブルにふけるダメ夫や妻がいながら不倫しつつも女性部下に別れ話を持ち掛けるダメ上司などのダメ男（志村）に対し妻や女性部下（石野または美奈代）が堪忍袋の緒が切れ、「この、ろくでなし!」と叫ぶと突如越路吹雪の「ろくでなし」のイントロにあわせて川口がそのコントに合ったコスプレ衣装で登場。同曲のサビ部分を文節ごとに「ウィッ!」と言いながら歌い上げて去る（この時に手の人差し指と中指を、手の甲を前に向けて立てる。観客も揃って行う。また、該当のコントに出演していないメンバー（例として、志村と美奈代だけのコント時も、歌が始まった途端に石野・桑野・冬樹などもコントに合わせた衣装で登場）も歌に合わせて踊りながら「ウィッ!」のポーズをする）。
これを2 - 3回繰り返したところ（日によっては1回のみの場合もあり）で、志村に「うるせぇこの野郎!」、「死んでろこの野郎!」（葬式コントのみ）、「いい加減にしろ!」、「しつこいんだよバカ野郎!」「やかましいよ!」などとどつき倒されオチとなる。志村がピストルや日本刀あるいはハリセンなどを持っているときはそれらで倒すことがある。登場パターンとしてはこの他にもイントロクイズの設定や、英会話教室（黒板に「ろくでなし」のサビの部分が全てローマ字で書かれていて、これを生徒に読んでもらう設定）、目覚まし時計（「ウィッ」の時の手の形をしている）、ラジカセなどのスイッチを押すと、「ろくでなし」のイントロが流れ出しそのままオチに入る、「六番目が梨→六で梨→ろくでなし」と大喜利仕立てで登場するなど。
1995年4月以降は月曜日に移動して1時間番組になったが、丁度年度替わりの時期と重なった事によって川口はフジテレビ内部の人事異動によって番組制作の現場から離れる事になり、これによってろくでなしコントも終了となった。その15年後、フジテレビを定年退職した川口が志村軒のコントの中でけんちゃんラーメンに食事に来た客として出演。当時のろくでなしコントを語った。
1994年10月12日(超強力スペシャル)、1994年12月21日1995年3月22日(春の特大スペシャル)が放送された。

### 月曜時代
1時間番組となり、ロケ・コントの順序が回によって変更されていた。ロケのコーナーも美奈代と共に日本各地を巡るというのは以前と同じだが「けんちゃんの満腹の旅」と題し、食べ歩きのみに絞られていた。
新たにクイズ・ゲームコーナーが新設され、志村の進行の元で他の出演者はパネラー参加で、毎回違う内容であった。
「なぜか突然 バカ殿様」と題したバカ殿コントが放送された。 
エンディングには、志村・桑野・田代・石野・渡辺らの、ほぼ前身の志村けんのだいじょうぶだぁファミリーによるFAXコーナーが行われた。

## 出演者

### レギュラー
全期にわたって出演
- 志村けん
- 桑野信義
- 石野陽子（現・いしのようこ）
- 渡辺美奈代
- 大野幹代（水曜時代の後半から出演）

水曜時代のみ
- モト冬樹
- 鈴木早智子
- 川口誠（当時のフジテレビ制作ディレクター。本人もパピアントグッチャン²名義でコントに出演）
- BOOMER

月曜時代のみ
- 田代まさし
- 山口リエ

ゲームコーナーのみ
- 平松あゆみ（当時フジテレビアナウンサー、アシスタント役）
- 笑福亭笑瓶
- なぎら健壱
- 風見しんご
- 松本明子
- 飯島愛
- 細川ふみえ
- 篠原涼子
- 大東めぐみ
- 三浦理恵子
- 山瀬まみ

### ゲスト
前半・ロケ編
- きんさんぎんさん
- 吉幾三
- 北大路欣也
- 三波豊和
- ダウンタウン
- 吉田拓郎
- 柳葉敏郎
- レスリー・ニールセン
- 福原愛
- 梅宮辰夫
- 小柳ルミ子・大澄賢也夫妻（当時）
- 中野浩一

後半・コント編
- 柄本明
- 田原俊彦
- 松本伊代
- ほか

## コント
- 痛み
- 浮気
  - 志村演じる夫が、桑野演じる妻がいながらも美奈代と浮気する。
- 男
  - 志村演じる、ある男の物語。
- 音楽コント
  - 「セーラー服を脱がさないで」や「とんぼ」などがある。
- 柔道
  - 田原俊彦がゲスト出演。
- 受験勉強
- タクシーのりば
  - 志村が十八番の酔っ払いを演じる。
- 痴漢
  - 柄本明もゲスト出演したシリーズ。
- できた
- デシ男
  - 「痴漢」や「ボウリング」がある。
- 父ちゃん
- ふんどし
  - 桑野がオチを担当する。
- 松本伊代
  - 松本伊代がゲスト出演。
- ラーメン屋
- ろくでなし
  - 「吸血鬼ドラキュラ」や「歯医者」などのバリエーションがある。

### BOOMERのコント
- ザ･過激ショー
- サザエさん

## スタッフ
- 作・構成：志村康徳、松岡孝、朝長浩之、海老原靖芳
- 音楽：たかしまあきひこ
- 技術：岩沢忠夫
- カメラ：藤江雅和
- 音声：松本政利
- 映像調整：北井勇作
- 照明：長川博
- 音響効果：戸辺豊
- 編集：大林敏明、轟禎治
- MA：大塚大
- 美術：北林福夫
- セットデザイン：根本研二
- 美術進行：山根安雄
- 大道具：林光明
- 装飾：加川功
- 持道具：栗原美智代
- 衣裳：佐藤孝二
- メイク：水野聖子
- かつら：矢津田一寛、石川享一
- 視覚効果：中山信男
- 特殊小道具：光子館
- アクリル装飾：石塚誠、山下浩司
- アートフレーム：永浜大作
- 生花装飾：坂口順子
- 植木装飾：須田信治
- 電飾：宇塚敏明
- タイトル：高柳義信
- 楽器：磯元洋一
- PA：花見秀徳
- 振付：花柳糸之
- タイムキーパー：藤巻りえ
- 演出補：小倉肇、小池正英、小柳仁、平松和之
- 演出：戸上浩（エクシーズ）、川口誠（フジテレビ）
- プロデューサー：井澤健
- 技術協力：ニユーテレス、IMAGICA
- 制作協力：エス・カンパニー、エス・ワイ企画、ゼブラカンパニー、ワールドミュージック、エクシーズ
- 企画制作：イザワオフィス
- 制作著作：フジテレビ

## 備考
- 公開コントでセリフ等を誤った場合でも時折、そのままの状況で放送したこともあった。
- コント中に桑野が志村に向かって「このハゲ!」と言い放ち、志村が「そんなセリフ台本に無かっただろ!?」と反発したら桑野が「実は『電波少年』の企画で、コント中にこれをやるように」と言われたことがあり、実行した経緯があった。
- 1995年4月に月曜19時台へ移った際に、この時間帯が系列局ではローカルセールス枠であるため、関西テレビなど多くの局で放送が打ち切られるという事態になった。
- これまでCS放送の『ファミリー劇場』にて何度も再放送が行われており、田代まさしの出演シーンもそのまま放送していた（当時の映像、内容の質を重視）。2010年9月16日に田代がコカイン所持で逮捕されたのを受け、放送を自粛していたが、2011年5月29日より水曜時代の放送のみ再開される。
- 約6年後の2017年に久しぶりに水曜時代の放送のみ再放送されている。2023年1月からも再放送された。
- 次回予告に流れる、エンディングテーマ『婆様と爺様のセレナーデ』は、田代の逮捕後も流れている。ただし一部放送回ではカットされている。（2017年現在）